# 554268 Marksylvester
554268 Marksylvester è un asteroide della fascia principale. Scoperto nel 2012, presenta un'orbita caratterizzata da un semiasse maggiore pari a 2,748575 UA e da un'eccentricità di 0,158739, inclinata di 7,506923° rispetto all'eclittica.